# Torpedni čamac
Torpedni čamac je naziv za mali i brzi ratni brod kojemu je glavno oružje torpedo. Nastao je početkom XX. stoljeća zahvaljujući razvoju motora s unutarnjim sagorijevanjem, koji mu je dao veću brzinu i manju veličinu u odnosu na parnim strojem tjerane torpiljarke. Zbog toga se torpedni čamci ponekad nazivaju "motornim torpiljarkama", po uzoru na britansku ratnu mornaricu, koja je tim brodovima dala ime Motor Torpedo Boat.
Torpedne čamce su prvi put s uspjehom koristili Talijani za vrijeme Prvog svjetskog rata; najznamenitije je potapljanje austrougarskog bojnog broda SMS Szent Istvan kod Premude. Taj je događao potakao druge mornarice da počnu graditi torpedne čamce, pa se između dva rata stvorio standard torpednog čamca kao malenog broda od 15 do 30 metara dužine, brzine od 30 do 50 čv, naoružanog s jednom, dvije ili četiri torpedne cijevi te s nekoliko mitraljeza ili lakim protuzračnim topom za zaštitu. Torpedne čamce su, zbog jednostavnosti njihove izgradnje, preferirale države iz različitih razloga lišene jake oceanske mornarice, kao što su bili SSSR, odnosno Kraljevina SHS. Potonja je, u suradnji s britanskim brodograditeljima, napravila nekoliko hvaljenih primjeraka iz klase Uskok i Orjen. 
Za vrijeme Drugog svjetskog rata je izgrađeno na stotine torpednih čamaca, koji su odigrali važnu ulogu u cijelom nizu pomorskih operacija. Osim napada na neprijateljske brodove, bavili su se i izviđanjem, kurirskom službom, odnosno spašavanjem oborenih pilota na moru.
Nakon uvođenja projektila brod-brod, mornarice su postupno izgubile potrebu za torpednim čamcima, koje je zamijenio raketni čamac. No, i danas se ta vrsta broda može sresti u obavljanju niza pomoćnih zadataka, odnosno u suzbijanju krijumčarenja, piratstva i pomorske gerile. 

## Torpedni čamci
- Torpedni brodovi klase Turya

## Vanjske poveznice
- Torpedni čamac Hrvatska tehnička enciklopedija, portal hrvatske tehničke baštine. LZMK